# متلازمة التسمم بالنفط
متلازمة التسمم بالنفط أو ببساطة المتلازمة السامة (الإسبانية: síndrome ديل aceite tóxico أو síndrome tóxico) هو مرض يحدث في الجهاز العضلي الهيكلي ومشهور لتفشيه عام 1981 في إسبانيا التي قتل فيها أكثر من 600 شخص وكان ناجم عن زيت بذور اللفت الملوث. كان أول ظهور لها كمرض الرئوي، مع خصائص غير عادية: على الرغم من أن الأعراض تشبه التهاب الرئتين في البداية، كانت المضادات الحيوية غير فعالة. أتضح أن ظهور المرض مُقتصر على بعض المناطق الجغرافية، ويمكن أن يتأثر عدة أعضاء من الأسرة الواحدة، حتى في الوقت الذي لم يكن لدى جيرانهم أي أعراض. أصبحت مجموعة من الأعراض المزمنة الأخرى واضحة في مرحلة المرض الحادة.

## الأسباب
تم عزو السبب إلى استخدام زيت السلجم والذي كان معد للإستخدامات الصناعية وليست الغذائية. تم إضافة الأنيلين لزيت السلجم لجعل له طعم ورائحة سيئان مما سيؤدي لتقليل إستخدامه. تم استيراد الزيت فيما بعد كنفط صناعي رخيص من قبل شركة رابسا في سان سيباستيان، تكرريرها من قبل (RAELCA) لإزالة الأنيلين في إشبيلية أدى إلى ظهور منتج مستساغ والذي بالإمكان بيعه بشكل غير قانوني. تم بيعه كزيت زيتون من قبل الباعة الجائلين في الأسواق الشعبية الأسبوعية، وكان يستخدم على السلطة وفي الطبخ. الفرضية الشائعة والأكثر قبولاً تنص على أن المركبات السامة المشتقة خلال عملية التكرير كانت المسؤولة.
نظم مسؤولو الصحة العامة برنامج تبادل، بمجرد ظهور أصل المتلازمة حيث أن أولئك الذين اشتروا النفط المكرر بإمكانهم أستبداله بزيت زيتون نقي، وبالتالي أمكن إنهاء تفشي المرض بشكل سريع.

## أسباب بديلة
توصلت اللجنة العلمية المشتركة بين منظمة الصحة العالمية وCISAT لمتلازمة النفط السامة لعام 2002، أن استنتاج كون النفط هو السبب في م ت ن، لا يستند إلا على علم الوبائيات ، فشلت الدراسات التجريبية التي أجريت على مجموعة متنوعة من حيوانات المختبر في إعادة إنتاج أعراض البشر من م ت ن منذ ذلك الحين وحتى الآن.
لم تقدم أي من الدراسات التي أجريت في الجسم الحي أو في في المختبر مع المكونات السمية الخاصة بالزيت، مثل أحماض الأنيلين الدهنية، وإسترات 3-(ن- فينيلامينو)-1 ،2-(بروبانديول) أدلة على أن تشارك هذه المركبات الثلاثة سببا في م ت ن.
هذه العوامل الثلاثة المسبببة المحتملة على وجه التحديد تتكون من خلال عمليات كيميائية مماثلة، وعادة ما يكون الزيت الذي يحتوي على أحد هذه المركبات يحتوى على الإثنين الآخرين. عينات الزيوت المشتبه في كونها أستخدمت من قبل الأشخاص الذين أصيبوا لاحقا ب م ت ن كانت عادة ما تحتوي على هذه المركبات الثلاثة (بالإضافة إلى مواد أخرى)، ولكن الأكثر ترجيح أن تحتوي على هذه المركبات. مع ذلك، عندما أعطيت هذه المركبات الثلاث للحيوانات المختبرية، كانت سامة للغاية، وكانت سامة فقط عند الحقن بجرعات عالية، ولكن ليس عند تناوله عن طريق الفم. لذلك، لا يعتقد أن أيا من هذه المواد الثلاث يسبب م ت ن. كما تم الحصول على نتائج مماثلة مع أحماض الأنيلين الدهنية.
نشرت حقيقة أن الحالات الأولى من متلازمة تقع في مدريد، بالقرب من قاعدة توريخون الجوية في توريجون دي أردوز، والسرية المحيطة بالتحقيقات الضخمة فكرة المؤامرة. أدعي العديد من المتضررين من م ت ن أنهم لم يستهلكوا هذا الزيت أبدا. على الرغم من أن هذا الزيت كان يباع بشكل رئيسي في الأسواق الشعبية الأسبوعية كانت نسبة كبيرة من المرضى من الطبقة العليا. هناك نظرية أخرى تشير إلى أن التفاعل السام كان ناجما عن التسمم بالفوسفات العضوي (من بقايا مبيدات الآفات في الطماطم) وتم التستر عليه من قبل الحكومة الإسبانية ومنظمة الصحة العالمية.